# Play Dolls
Play Dolls és, junt amb Not Obtain+1, el primer àlbum de màxima duració del grup de rock japonès, 12012. L'àlbum es lliura alhora que l'àlbum Not Obtain+1.

## Llista de temes
Disc One
1. "Hermit" – 4:51
2. "My Room Agony" – 5:29
3. "Wriggle Girls" – 5:06
4. "Icy ~Cold City~" – 4:24
5. "With Shallow" – 4:41
6. "Melancholy" – 3:34
7. "Cheeky Doll" – 5:33
8. "Calf Love" – 4:16
9. "The Swim" – 5:33
10. "Queer Passion" – 4:20

Disc Two (DVD, Type A only)
1. "Icy ~Cold City~" (Music Video) – 4:24

Disc Two (CD, Type B only)
1. "See-Saw"